# Schleuderwirkungsklasse
Die Schleuderwirkungsklasse (auch Schleuderwirkungsgradklasse oder SWK) bezeichnet die Einteilung von Waschmaschinen anhand der Restfeuchte der Wäsche nach abgeschlossenem Schleudervorgang.
Die verbleibende Restfeuchte der geschleuderten Wäsche wird in Bezug zum Gewicht der zuvor trockenen Wäsche gesetzt.
Restfeuchte 100 % bedeutet zum Beispiel, dass sich in einem Kilogramm (kg) trockener Wäsche nach dem Schleudern zusätzlich noch ein Liter (= 1 kg) Wasser befindet.
Die Schleuderwirkungsklasse wird im Programm Baumwolle 60 °C bei der höchsten Schleuderzahl des zu prüfenden Gerätes ermittelt.
Neben der Schleuderzahl in 1/min sind dafür der Trommeldurchmesser und technische Einzelheiten des Gerätes ausschlaggebend. Die Schleuderwirkungsklassen sind von A bis G benannt, wobei A die beste und G die schlechteste Schleuderwirkungsklasse kennzeichnet.
| Schleuderwirkungsgradklasse | Restfeuchte in % |
| --------------------------- | ---------------- |
| A                           | < 45             |
| B                           | 45 bis < 54      |
| C                           | 54 bis < 63      |
| D                           | 63 bis < 72      |
| E                           | 72 bis < 81      |
| F                           | 81 bis < 90      |
| G                           | >= 90            |

Beispiel zur Schleuderwirkungsklasse „B“: Die geschleuderte Wäsche wiegt nach dem Waschen etwa 1,5 mal so viel wie im trockenen Zustand.